# إريك بيرجر
اريك بيرجر (بالفرنسية: Éric Berger) هو ممثل فرنسي، ولد في 13 يونيو 1969 بأميان في فرنسا.

## ترشيحات
ترشيحات
- جائزة سيزار لأفضل ممثل صاعد (2002)

## وصلات خارجية
- إريك بيرجر على موقع IMDb (الإنجليزية)
- إريك بيرجر على موقع ألو سيني (الفرنسية)
- إريك بيرجر على موقع أول موفي (الإنجليزية)
- إريك بيرجر على موقع قاعدة بيانات الأفلام السويدية (السويدية)
- إريك بيرجر على موقع قاعدة بيانات الفيلم (الإنجليزية)
- إريك بيرجر على موقع كينوبويسك (الروسية)

لا توجد روابط لمواقع التواصل الاجتماعي.